# Abies hickelii
El oyamel de Juárez (Abies hickelii), es una especie de conífera perteneciente a la familia Pinaceae. Es un árbol que alcanza hasta 30 metros de altura. Sus hojas son aciculares. Se distribuye en las zonas serranas del este (Veracruz y Puebla) sur (Guerrero y Oaxaca) y sureste (Chiapas) de México y en Guatemala. Se utiliza por su madera y como leña. En México se considera en Peligro de Extinción (NOM 059 SEMARNAT)  y a nivel mundial se considera Amenazada (IUCN).

## Descripción
Abies hickelii es un árbol de hoja perenne y corona irregular, que puede alcanzar una altura de 20 a 30 m. La corteza, de color gris, está dividida en placas cuadradas. Las ramas secundarias crecen de forma opuesta, formando cruces. Las hojas son retorcidas en forma de agujas de 1,5 a 3 cm de largo y 1 a 1,5 mm de ancho, de ápice emarginado u obtuso, rara vez acuminado. El megaestróbilo (cono) mide de 5 a 10 cm de alto y, como es común en las especies del género, crece de forma más o menos erecta sobre las ramillas.

## Distribución y hábitat
La distribución de Abies hickelii se restringe a la media y alta montaña de los estados mexicanos de Chiapas, Guerrero, Oaxaca y Veracruz, donde crece preferentemente en cañadas y laderas inclinadas con orientación norte a altitudes entre los 2700 y los 3600 m s. n. m. La especie forma bosques puros o bien en asociación con otras coníferas como Pinus patula, P. ayacahuite y Abies religiosa, así como árboles de hoja ancha como Alnus jorullensis, Arbutus xalapensis, Salix paradoxa y Quercus spp.

## Usos
Se usa como tejamanil, cortando la madera en trozos delgados para techar casas y cobertizos. La madera también sirve para la producción de muebles, como leña o para la producción de carbón vegetal. Los árboles jóvenes y las ramas también se usan como adornos navideños.
A. hickelii es una especie amenazada, incluida en la Lista Roja de la UICN y en la NOM-059-SEMARNAT-2010 bajo la categoría «P» (peligro de extinción). Se trata de una especie escasa, con una distribución limitada, que en las últimas décadas ha perdido terreno por la expansión de terrenos de cultivo, sobre todo en las gentiles faldas del Cofre de Perote.

## Taxonomía
Abies hickelii fue descrita en 1932 por Fernande Flous y Henri Gaussen en Bulletin de la Société d'Histoire Naturelle de Toulouse 64: 24–30, f. 1–8.

## Etimología
Abies: nombre genérico que viene del nombre latino de Abies alba
hickelii: epíteto otorgado en honor del botánico francés Paul Robert Hickel

## Variedades
- Abies hickelii var. macrocarpa (Martínez)

## Sinonimia
- Abies hickelii var. hickelii
- Abies religiosa subsp. hickelii (Flous & Gaussen) Strandby, K.I.Chr. & M.Sørensen

#### var. macrocarpa
- Abies hickelii subsp. oaxacana (Martínez) Silba
- Abies hickelii var. oaxacana (Martínez) Farjon & Silba
- Abies oaxacana Martínez[8]